# 1386 Сторерія
1386 Сторерія (1386 Storeria) — астероїд головного поясу, відкритий 28 липня 1935 року.
Тіссеранів параметр щодо Юпітера — 3,465.